# Stadion Fazanerija
Mestni stadion Fazanerija je po kapaciteti peti največji stadion v Sloveniji. Na njem igra domači klub  NK Mura. Stadion stoji ob reki Ledavi v Murski Soboti. Sestavljen je iz večjih tribun: Južna tribuna, Severna tribuna, Glavna tribuna in Vzhodna tribuna. Stadion ima 3.782 sedišč in približno 1.718 stojišč. Skupna kapaciteta je približno 5.500 obiskovalcev. Leta 2018 je stadion dobil nove slačilnice po najnovejših evropskih standardih (UEFA). Leto pozneje so bili na stadion nameščeni še reflektorji (2019). 